# Serratus anterior
Serratus anterior (af latin: serrare = at save, refererer til form, anterior = på forsiden af kroppen) er en muskel der udspringer på overflade af 1. til 8. ribben på brystet og hæfter på hele den anteriore længde af den mediale grænse af scapula.